# Teror
Teror (iz latinskog terror, terroris, strava ili užas) je sustavno i često naizgled planirano širenje straha i užasa kroz provođenje ili prijetnju nasiljem kako bi se ljude učinilo poslušnima ili pokornima. Korištenje terora za postizanje političkih ili ekonomskih ciljeva naziva se terorizmom.
Latinski izraz territio (hrvatski "zastrašivanje") odnosi se na  pokazivanje sredstva za mučenje koje prethodi mučenju, što je često dovoljno za iznudu priznanja. 
Izvorno je teror bio zamišljen u liberalizmu kao državama atribuiranu legitimna funkcija. Za Thomasa Hobbesa je "strahota zakonitih kazni" (terror of legal punishment) značila "neophodan uvjet državnog sustava".
Voltaire označava stanje tijekom 1769. godine zbog javnih smaknuća i mučenja uoči Francuske revolucije (1789.) kao terorističke strahote vlasti (appareil de Terror). Godine 1793. francuski revolucionari su pod vodstvom Robespierrea prozvali teror kao državno sredstvo moći i na temelju toga "vladavinu terora" ideološki opravdali. 

## Korištenje pojma "teror" u svakodnevnim jeziku
Riječ "teror" se u današnje vrijeme može naći u brojnim kombinacijama riječi (npr. telefonski teror, psihološki teror). Koristi se često za opisivanje agresivnih oblika uznemiravanja.